# Irina Kouptchenko
Irina Petrovna Kouptchenko (en russe : Ири́на Петро́вна Ку́пченко), née à Vienne le 1er mars 1948, est une actrice de théâtre et cinéma soviétique, puis russe, récipiendaire du prix d'État de la fédération de Russie.

## Biographie
Fille de militaire soviétique, Irina Kouptchenko naît à Vienne. De retour en URSS, la famille vit à Kiev, rue Mikhaïl Frounze. Pendant sa scolarité Irina fréquente le studio d'art dramatique du Palais des pionniers. Elle commence les études à la faculté des langues étrangères de l'Université Taras-Chevtchenko en 1965-1966. En 1969, elle obtient le premier rôle dans le film Nid de gentilhomme d'Andreï Kontchalovski qui la dirige l'année suivante dans Oncle Vania. Elle fait les études à l'École d'art dramatique Boris Chtchoukine sous la direction de Boris Zakhava et Marianna Ter-Zakharova (ru). Diplômée en 1970, elle devient actrice du Théâtre Vakhtangov tout en continuant sa carrière au cinéma.

## Vie privée
En 1969, Irina Kouptchenko se marie avec Nikolaï Dvigoubski, directeur artistique du film Nid de gentilhomme.
Depuis 1972, elle est mariée avec l'acteur Vassili Lanovoï. Ensemble, ils ont deux fils. Aleksandre Lanovoï, né en 1973, diplômé de la faculté d'histoire de l'Université d'État de Moscou, et Segrueï Lanovoï (1976-2013), diplômé de la faculté économique de l'Université d'État de Moscou.

## Filmographie partielle
Cinéma
- 1969 : Nid de gentilhomme (Дворянское гнездо) d'Andreï Kontchalovski : Lisa Kalitina
- 1970 : Oncle Vania (Дядя Ваня) d'Andreï Kontchalovski : Sonia
- 1974 : La Romance des amoureux (Романс о влюбленных) d'Andreï Kontchalovski : Liuda
- 1975 : Zvezda plenitelnogo schastya (Звезда пленительного счастья) de Vladimir Motyl : Katherine Trubetskaïa
- 1978 : Virage (Поворот, Povorot) de Vadim Abdrachitov : Natacha Vedeneïeva
- 1978 : Un miracle ordinaire (Обыкновенное чудо, Obyknovennoe chudo) de Mark Zakharov : maîtresse
- 1979 : Sibériade (Сибириада) de Andreï Kontchalovski : Solomina
- 1983 : Sans témoins (Без свидетелей) de Nikita Mikhalkov : elle
- 1987 : Une autre vie (ru) (Özgə ömür) de Rasim Ojagov (Azerbaïdjanfilm) : Lilia
- 1991 : Le Cercle des intimes (The Inner Circle) d'Andreï Kontchalovski : directrice d’orphelinat
- 2000 : Les Vieilles rosses (Старые клячи) d'Eldar Riazanov : Anna
- 2000 : Viens me voir (Приходи на меня посмотреть) de Mikhail Agranovitch et Oleg Yankovski : Tatiana
- 2004 : La nuit est claire (Ночь светла) de Roman Balaïan : Zinaïda Antonovna
- 2008 : La Blague (ru) (Розыгрыш) d'Andreï Koudinenko (ru)

Télévision
- 1981 : Le Chien des Baskerville (Приключения Шерлока Холмса и доктора Ватсона: Собака Баскервилей) de Igor Maslennikov : Beryl Stapleton
- 1988 : La Vie de Klim Samguine (Жизнь Клима Самгина) téléfilm de Viktor Titov : dame chez l'avocat (série télévisée en quatorze parties)
- 1988 : Le Soleil même la nuit (И свет во тьме светит) de Mikhaïl Kozakov : Maria Ivanovna
- 2004 : Une saga moscovite (Московская сага) de Dmitri Barchtchevski : mère de Maïka

## Distinctions
- 1980 : Artiste émérite de la RSFS de Russie
- 1981 : prix du Komsomol
- 1988 : Nika de la meilleure actrice dans un second rôle pour Une autre vie (ru)
- 1999 :  Ordre de l'Honneur
- 2001: Prix d'État de la fédération de Russie
- 2009 : Aigle d'or de la meilleure actrice dans un second rôle pour le film Le Canular (2008)
- 2016 : Nika de la meilleure actrice pour Utchilka (2015)